# گیرنده سوپرهترودین
گیرنده سوپرهترودین (به انگلیسی: Superheterodyne receiver) به نوع خاصی از گیرنده مخابراتی گفته می‌شود که با ترکیب سیگنال دریافتی با یک سیگنال متناوب با بسامد متفاوت، بسامد (فرکانس) اصلی سیگنال دریافتی را تغییر می‌دهد. سیگنال جدید تولید شده IF یا سیگنال واسطه نام دارد. در موج‌های mw و sw این سیگنال برابر ۴۵۵ کیلوهرتز در گیرنده‌های تنظیم دستی و ۴۵۰ کیلوهرتز در گیرنده‌های سینتی سایزر می‌باشد. در موج‌های fm این سیگنال فرکانس ۱۰/۷ مگاهرتز دارد.
برخی گیرنده‌های جدید دارای دو مرحله ترکیب کردن هستند و بنابراین دو بسامد IF دارند. این امر برای حذف پدیده ایمیج ریجکشن صورت می‌پذیرد.
پردازش سیگنال حاصل آسان‌تر از سیگنال اولیه دریافتی خواهد بود. تقریباً همهٔ گیرنده‌های رادیو و تلویزیون‌های مدرن سوپرهترودین هستند.